# Ґутковиці-Новіни
Ґутковиці-Новіни (пол. Gutkowice-Nowiny) — село в Польщі, у гміні Желехлінек Томашовського повіту Лодзинського воєводства.
Населення — 24 особи (2011).
У 1975-1998 роках село належало до Пйотрковського воєводства.

## Демографія
Демографічна структура станом на 31 березня 2011 року:
|          | Загалом | Допрацездатний вік | Працездатний вік | Постпрацездатний вік |
| -------- | ------- | ------------------ | ---------------- | -------------------- |
| Чоловіки | 16      | 5                  | 10               | 1                    |
| Жінки    | 8       | 2                  | 4                | 2                    |
| Разом    | 24      | 7                  | 14               | 3                    |